# Rumunki-Chwały
Rumunki-Chwały – wieś w Polsce położona w województwie mazowieckim, w powiecie sierpeckim, w gminie Rościszewo. Ma status sołectwa.
| SIMC    | Nazwa                 | Rodzaj     |
| ------- | --------------------- | ---------- |
| 0574273 | Rumunki Pszczelowskie | przysiółek |

W latach 1975–1998 miejscowość administracyjnie należała do województwa płockiego.